# Staurikosaurus
Staurikosaurus ist eine Gattung ursprünglicher Dinosaurier aus der Gruppe Herrerasauridae. Fossilien stammen aus der Santa-Maria-Formation von Rio Grande do Sul (Brasilien) und werden auf die frühe Obertrias (Karnium) datiert.
Staurikosaurus und andere Vertreter der Herrerasauridae zählen zu den ältesten und ursprünglichsten (basalsten) bekannten Dinosauriern, die meisten Forscher halten sie für sehr basale Vertreter der Saurischia (Echsenbeckensaurier). Einzige beschriebene Art ist Staurikosaurus pricei. Die Erstbeschreibung erfolgte 1970 durch Edwin Harris Colbert. Der Name Staurikosaurus (gr. σταυρικός staurikós „eines Kreuzes“, σαῦρος saúros „Echse“) bedeutet „Echse des Kreuzes“ und bezieht sich auf das Sternbild Kreuz des Südens, das auf der Flagge Brasiliens zu sehen ist.

## Beschreibung
Staurikosaurus war ein mittelgroßer, zweibeinig laufender Fleischfresser. Die Körperlänge schätzt eine Arbeit auf 2,20 bis 2,25 Meter, wobei der Schwanz 60 Prozent ausmacht. Die Unterkiefer ist fast ebenso lang wie der Oberschenkelknochen, was auf einen proportional großen Kopf deutet. Die Beine waren lang und schlank. Im Unterkiefer saßen 13 oder 14 Zähne. Man nimmt an, dass Staurikosaurus in seinem Habitus seinem deutlich größeren Verwandten Herrerasaurus ähnelte.

## Paläobiologie
Staurikosaurus war wahrscheinlich ein schlanker und schneller Räuber, seine Beute bestand daher vermutlich aus verschiedenen kleineren Reptilien und aus Eiern und Jungtieren von größeren Reptilien. Wahrscheinlich besaß Staurikosaurus, wie seine Verwandten, auch einen fast vollständig aufrechten Gang.

## Fossilbericht

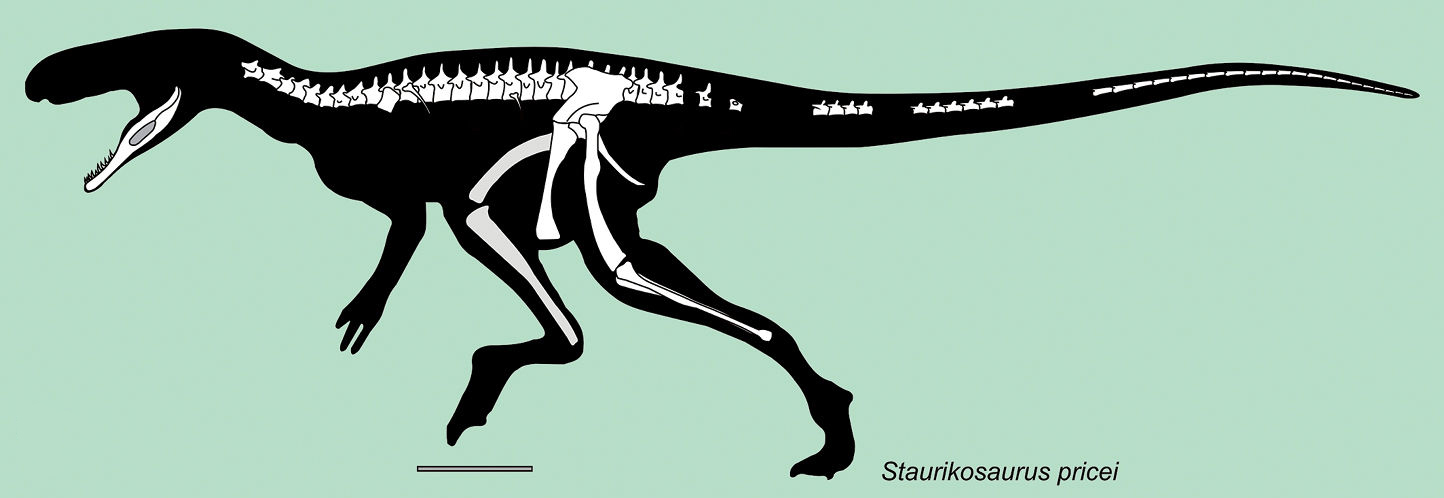
Umrissrekonstruktion mit bekanntem Fossilmaterial (Maßstab = 20 cm, Stand 2010)

Staurikosaurus ist lediglich durch ein einzelnes, unvollständig erhaltenes Skelett bekannt, das die fast vollständige Wirbelsäule, die Beckenknochen, Ober- und Unterschenkel der Hinterbeine und den Unterkiefer umfasst. Der übrige Schädel, die Vorderbeine sowie die unteren Teile der Hinterbeine fehlen.